# Four Corners (Montana)
Four Corners es un lugar designado por el censo ubicado en el condado de Gallatin en el estado estadounidense de Montana. En el Censo de 2010 tenía una población de 3146 habitantes y una densidad poblacional de 113,13 personas por km².

## Geografía
Four Corners se encuentra ubicado en las coordenadas 45°40′11″N 111°10′42″O / 45.66972, -111.17833. Según la Oficina del Censo de los Estados Unidos, Four Corners tiene una superficie total de 27.81 km², de la cual 27.62 km² corresponden a tierra firme y (0.69%) 0.19 km² es agua.

## Demografía
Según el censo de 2010, había 3146 personas residiendo en Four Corners. La densidad de población era de 113,13 hab./km². De los 3146 habitantes, Four Corners estaba compuesto por el 97.01% blancos, el 0.13% eran afroamericanos, el 0.83% eran amerindios, el 0.48% eran asiáticos, el 0.06% eran isleños del Pacífico, el 0.32% eran de otras razas y el 1.18% pertenecían a dos o más razas. Del total de la población el 1.97% eran hispanos o latinos de cualquier raza.